# Masahito Hitachi

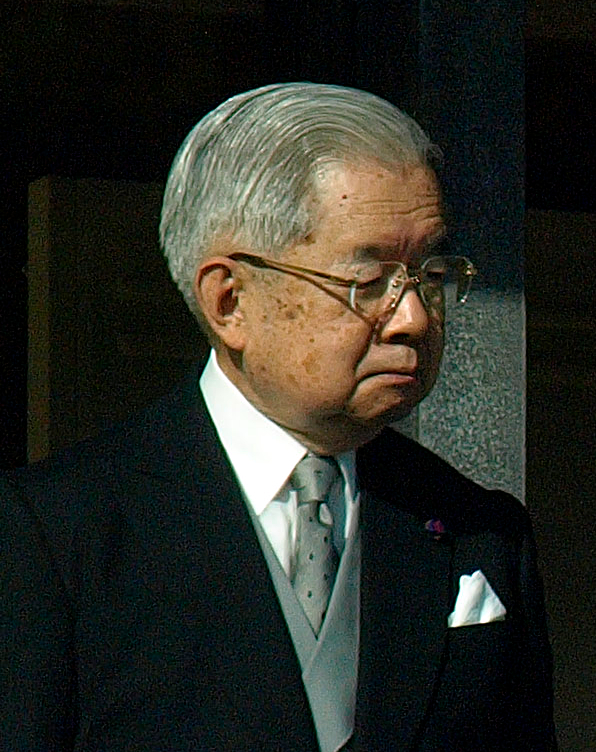
Prinz Masahito Hitachi (2011)

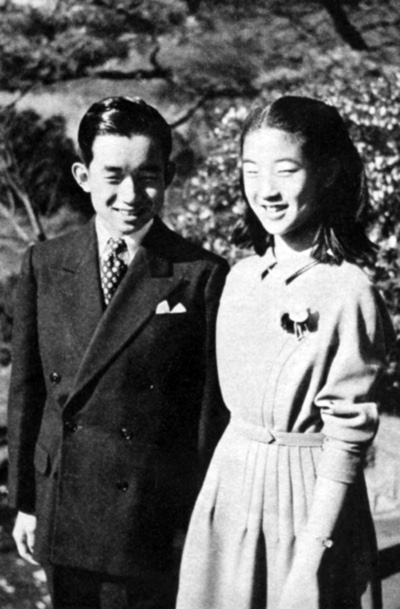
Prinz Masahito Hitachi mit seiner jüngeren Schwester Takako im Jahre 1952

Prinz Masahito von Hitachi (jap. 常陸宮正仁親王, Hitachi-no-miya Masahito-shinnō; * 28. November 1935 in Tokio) ist ein Mitglied des japanischen Kaiserhauses und der jüngere Bruder des ehemaligen Kaisers Akihito sowie der Onkel des amtierenden Tenno, Naruhito. Er ist der ältere Bruder von Takako Shimazu. Prinz Hitachi ist der zweite Sohn und das sechste Kind von Kaiser Shōwa und Kaiserin Kōjun. Nach der Amtsübernahme durch Naruhito am 1. Mai 2019 ist er der dritte in der Thronfolge. Prinz Hitachi ist mit Prinzessin Hanako von Hitachi verheiratet und ist bekannt für seine Wohltätigkeit und sein Interesse an der Krebsforschung.
Prinz Hitachi ist im Kaiserpalast Tokio geboren. Sein ursprünglicher Titel war Prinz Yoshi (義宮正仁, Yoshi-no-miya Masahito).
Er besuchte die Grundschule und die Oberschule in der Gakushūin-Universität. In den späten Kriegsjahren wurde er 1944 mit seinem Bruder, dem damaligen Kronprinzen, nach Nikkō evakuiert, um vor den amerikanischen Bombardements auf Tokio sicher zu sein. Nach dem Krieg von 1947 bis 1950 erhielten er, sein Bruder, und seine Schwestern Prinzessinnen Kazuko, Atsuko und Takako Privatunterricht auf Englisch von der Amerikanerin Elizabeth Gray Vining.
Prinz Yoshi studierte Chemie an der Gakushuin-Universität und schloss erfolgreich 1958 ab. Er studierte weiter an der wissenschaftlichen Fakultät der Universität Tokio. 1969 wurde er Forschungsassistent der Japanischen Stiftung für Krebsforschung.
Am 30. September 1964 heiratete er Tsugaru Hanako, die vierte Tochter des verstorbenen Grafen Tsugaru Yoshitaka. Tsugaru Yoshitaka war ein Graf aus dem 1947 formell abgeschafften Adel (kazoku) und ein Nachfahre der Daimyō-Familie, die auf der Burg Hirosaki in der Präfektur Aomori residierte. Einen Tag nach der Hochzeit verlieh Kaiser Shōwa seinem zweiten Sohn den Titel Hitachi-no-miya (常陸宮). Der Prinz erhielt davor vom kaiserlichen Hofamt die Erlaubnis, eine Seitenlinie der kaiserlichen Familie zu gründen. Durch die Hochzeit wurde seine Frau Prinzessin Hitachi. Prinz und Prinzessin Hitachi haben keine Kinder.
Der Prinz und die Prinzessin sind Präsidenten von verschiedenen Organisationen, die sich mit dem internationalen Austausch befassen, sowie Ehrenvorsitzende von Organisationen, die sich Schwerbehinderten, dem Schutz der Natur u. Ä. widmen. Prinz Hitachi ist Präsident oder Ehrenvorsitzender von mindestens 14 Organisationen.